# 坎内托帕韦塞
坎内托帕韦塞（義大利語：Canneto Pavese），是意大利帕维亚省的一个市镇。总面积5.81平方公里，人口1437人，人口密度247.3人/平方公里（2009年）。国家统计（ISTAT）代码为018029。